# William Tutin Thomas
William Tutin Thomas (Birmingham, Angleterre, 1829 - Montréal, 1892) est un architecte canadien.

## Biographie
William Tutin Thomas est le fils de l'architecte anglo-canadien William Thomas. Peu d'années après le décès de leur père (William Thomas en 1860), William Tutin Thomas et son frère Cyrus s'installent à Montréal. Ils réalisent ensemble un nombre impressionnant de magasins-entrepôts, la plupart dans le Vieux-Montréal (Dominion Block, Recollet House, Caverhill Block). L'association prend fin vers 1870 lorsque Cyrus P. Thomas décide de poursuivre sa carrière à Chicago.
Pour sa part, William T. Thomas continue d'œuvrer principalement à Montréal où il élargit son répertoire. Il dessine ainsi les plans de l'église Saint-Georges de Montréal (1869-1870) et l'église Saint John the Evangelist (1877-1879 à Montréal). Il réalisera aussi plusieurs résidences pour la grande bourgeoisie montréalaise de l'époque, notamment les maisons de George Stephen (Mount Stephen Club, 1882-1884) et Thomas Shaughnessy (1874-1875, maintenant le Centre canadien d'architecture). Il signe aussi quelques réalisations dans d'autres provinces.
|  |  |  |  |  |